# Kesslers Expedition
Kesslers Expedition ist eine Sendereihe des rbb Fernsehen mit Michael Kessler. Die gegenwärtig siebzehn Staffeln umfassende Reisereportage wurde erstmals im August 2010 ausgestrahlt. Die Dreharbeiten können parallel über das Internet begleitet werden. Das Projekt stellt nach der von 2006 bis 2009 produzierten Berliner Nacht-Taxe die zweite Zusammenarbeit zwischen Michael Kessler und dem rbb dar.

## Idee und Konzept
Die Idee zu Kesslers Expedition, die stark an Gernstl unterwegs erinnert, stammt von Thorsten Klauschke, der im Wechsel mit Peter Scholl zugleich als Regisseur der Sendereihe fungiert, sowie von Stefan Wieduwilt, dessen Firma mit der Produktion des Formats beauftragt ist. Klauschke und Wieduwilt hatten zuvor bereits das Konzept zur Berliner Nacht-Taxe entwickelt.
Michael Kesslers Hoffnung, in Kürze seine eigene Samstagabendshow moderieren zu dürfen, bildet den fiktiven Rahmen der Sendung. Seine Erwartungen werden enttäuscht, als er von rbb-Intendantin Dagmar Reim wiederkehrend für neue Expeditionen verpflichtet wird. Um seine vermeintliche Popularität zu untergraben, sprechen ihn reale und imaginäre Mitarbeiter zudem regelmäßig mit dem falschen Namen Michael Keller an. Regelmäßig werden auch vom Sender hinterlegte Fahr- und Eintrittskarten auf den falschen Namen hinterlegt. Während seiner Reisen, die schwerpunktmäßig durch die neuen Bundesländer führen, legt er auf atypische Weise Wegstrecken zurück, die zuvor von seinem Fernsehteam festgelegt worden sind. Kessler selbst ist nicht in die Vorbereitungen involviert und wird nur in begrenztem Maße über den Ablauf der Expeditionen in Kenntnis gesetzt. Auf ein Drehbuch mit vorausgewählten Darstellern, arrangierten Szenen und Dialogen wird verzichtet. Stattdessen ergeben sich entlang der Route spontane Begegnungen und Gespräche mit Einwohnern und Urlaubern unterschiedlicher Generationen und beruflicher Hintergründe. Während der Filmaufnahmen kommuniziert er ferner mit seinem Kameramann Sören Meyer, der selten spricht und meist nur mit dem Kopf nickt oder ihn schüttelt, was an der Kamerabewegung sichtbar wird. Am Ende des Tages resümiert der Schauspieler die Erlebnisse und Gedanken des Tages, indem er sich selbst filmt. Über die sozialen Netzwerke Facebook und Twitter interagiert er während seiner Touren mit Zuschauern und Fans. In Form von Fotos, Videos und Blogs dokumentiert der rbb zudem die Dreharbeiten online.

## Staffelübersicht
| Nr. ges.   | Nr. | Erstausstrahlung   | Titel                                       | Fortbewegungsmittel                       | Begleittier                            | Strecke                                 | Dauer   | Länge (km)    |
| ---------- | --- | ------------------ | ------------------------------------------- | ----------------------------------------- | -------------------------------------- | --------------------------------------- | ------- | ------------- |
| Staffel 1  |     |                    |                                             |                                           |                                        |                                         |         |               |
| 01         | 01  | 23. August 2010    | Auf der Spree nach Berlin                   | Boot                                      | –                                      | Ebersbach – Berlin                      | 12 Tage | 400 km        |
| 02         | 02  | 30. August 2010    | Auf der Spree nach Berlin                   | Boot                                      | –                                      | Ebersbach – Berlin                      | 12 Tage | 400 km        |
| 03         | 03  | 6. September 2010  | Auf der Spree nach Berlin                   | Boot                                      | –                                      | Ebersbach – Berlin                      | 12 Tage | 400 km        |
| Staffel 2  |     |                    |                                             |                                           |                                        |                                         |         |               |
| 04         | 01  | 6. Juni 2011       | Mit dem Esel an die Ostsee                  | zu Fuß                                    | Esel Elias                             | Berlin – Seebad Ahlbeck                 | 14 Tage | 200 km        |
| 05         | 02  | 13. Juni 2011      | Mit dem Esel an die Ostsee                  | zu Fuß                                    | Esel Elias                             | Berlin – Seebad Ahlbeck                 | 14 Tage | 200 km        |
| 06         | 03  | 20. Juni 2011      | Mit dem Esel an die Ostsee                  | zu Fuß                                    | Esel Elias                             | Berlin – Seebad Ahlbeck                 | 14 Tage | 200 km        |
| 07         | 04  | 27. Juni 2011      | Mit dem Esel an die Ostsee                  | zu Fuß                                    | Esel Elias                             | Berlin – Seebad Ahlbeck                 | 14 Tage | 200 km        |
| Staffel 3  |     |                    |                                             |                                           |                                        |                                         |         |               |
| 08         | 01  | 19. August 2011    | Mit dem Floß auf der Havel                  | Floß                                      | Papagei Lori                           | Wesenberg – Havelberg                   | 13 Tage | 309 km        |
| 09         | 02  | 26. August 2011    | Mit dem Floß auf der Havel                  | Floß                                      | Papagei Lori                           | Wesenberg – Havelberg                   | 13 Tage | 309 km        |
| 10         | 03  | 2. September 2011  | Mit dem Floß auf der Havel                  | Floß                                      | Papagei Lori                           | Wesenberg – Havelberg                   | 13 Tage | 309 km        |
| 11         | 04  | 9. September 2011  | Mit dem Floß auf der Havel                  | Floß                                      | Papagei Lori                           | Wesenberg – Havelberg                   | 13 Tage | 309 km        |
| 12         | 05  | 16. September 2011 | Mit dem Floß auf der Havel                  | Floß                                      | Papagei Lori                           | Wesenberg – Havelberg                   | 13 Tage | 309 km        |
| Staffel 4  |     |                    |                                             |                                           |                                        |                                         |         |               |
| 13         | 01  | 17. Februar 2012   | So weit die Huskys laufen                   | Hundeschlitten                            | Huskys Kiran, Taisto, Tahvo und Jarkko | Potsdam – Senftenberg                   | 12 Tage | 307,3 km      |
| 14         | 02  | 24. Februar 2012   | So weit die Huskys laufen                   | Hundeschlitten                            | Huskys Kiran, Taisto, Tahvo und Jarkko | Potsdam – Senftenberg                   | 12 Tage | 307,3 km      |
| 15         | 03  | 2. März 2012       | So weit die Huskys laufen                   | Hundeschlitten                            | Huskys Kiran, Taisto, Tahvo und Jarkko | Potsdam – Senftenberg                   | 12 Tage | 307,3 km      |
| 16         | 04  | 9. März 2012       | So weit die Huskys laufen                   | Hundeschlitten                            | Huskys Kiran, Taisto, Tahvo und Jarkko | Potsdam – Senftenberg                   | 12 Tage | 307,3 km      |
| Staffel 5  |     |                    |                                             |                                           |                                        |                                         |         |               |
| 17         | 01  | 17. August 2012    | Mit dem Klapprad von Kopenhagen nach Berlin | Fahrrad                                   | –                                      | Kopenhagen – Berlin                     | 12 Tage | 630 km        |
| 18         | 02  | 24. August 2012    | Mit dem Klapprad von Kopenhagen nach Berlin | Fahrrad                                   | –                                      | Kopenhagen – Berlin                     | 12 Tage | 630 km        |
| 19         | 03  | 31. August 2012    | Mit dem Klapprad von Kopenhagen nach Berlin | Fahrrad                                   | –                                      | Kopenhagen – Berlin                     | 12 Tage | 630 km        |
| 20         | 04  | 7. Oktober 2012    | Mit dem Klapprad von Kopenhagen nach Berlin | Fahrrad                                   | –                                      | Kopenhagen – Berlin                     | 12 Tage | 630 km        |
| Staffel 6  |     |                    |                                             |                                           |                                        |                                         |         |               |
| 21         | 01  | 30. November 2012  | Mit dem Rasenmäher auf den Brocken          | Rasenmäher                                | –                                      | Berlin – Brocken                        | 13 Tage | 250 km        |
| 22         | 02  | 7. Dezember 2012   | Mit dem Rasenmäher auf den Brocken          | Rasenmäher                                | –                                      | Berlin – Brocken                        | 13 Tage | 250 km        |
| 23         | 03  | 14. Dezember 2012  | Mit dem Rasenmäher auf den Brocken          | Rasenmäher                                | –                                      | Berlin – Brocken                        | 13 Tage | 250 km        |
| 24         | 04  | 21. Dezember 2012  | Mit dem Rasenmäher auf den Brocken          | Rasenmäher                                | –                                      | Berlin – Brocken                        | 13 Tage | 250 km        |
| 25         | 05  | 21. Dezember 2012  | Mit dem Rasenmäher auf den Brocken          | Rasenmäher                                | –                                      | Berlin – Brocken                        | 13 Tage | 250 km        |
| Staffel 7  |     |                    |                                             |                                           |                                        |                                         |         |               |
| 26         | 01  | 24. Mai 2013       | Unterwegs auf der Schiene                   | Bahn                                      | –                                      | Potsdam – Cottbus                       | 11 Tage | ca. 4.000 km  |
| 27         | 02  | 31. Mai 2013       | Unterwegs auf der Schiene                   | Bahn                                      | –                                      | Cottbus – Lindau                        | 11 Tage | ca. 4.000 km  |
| 28         | 03  | 14. Juni 2013      | Unterwegs auf der Schiene                   | Bahn                                      | –                                      | Lindau – Amsterdam                      | 11 Tage | ca. 4.000 km  |
| 29         | 04  | 21. Juni 2013      | Unterwegs auf der Schiene                   | Bahn                                      | –                                      | Amsterdam – Rom                         | 11 Tage | ca. 4.000 km  |
| Staffel 8  |     |                    |                                             |                                           |                                        |                                         |         |               |
| 30         | 01  | 16. August 2013    | Mit dem Roller an der Donau                 | Roller                                    | –                                      | Wien – Möhringen                        | 13 Tage | nicht bekannt |
| 31         | 02  | 16. August 2013    | Mit dem Roller an der Donau                 | Roller                                    | –                                      | Wien – Möhringen                        | 13 Tage | nicht bekannt |
| 32         | 03  | 23. August 2013    | Mit dem Roller an der Donau                 | Roller                                    | –                                      | Wien – Möhringen                        | 13 Tage | nicht bekannt |
| 33         | 04  | 23. August 2013    | Mit dem Roller an der Donau                 | Roller                                    | –                                      | Wien – Möhringen                        | 13 Tage | nicht bekannt |
| Staffel 9  |     |                    |                                             |                                           |                                        |                                         |         |               |
| 34         | 01  | 10. Januar 2014    | Mit vier Hufen an der Neiße                 | Pferdegespann                             | Pony Kassandra                         | Neuzelle – Zittau                       | 14 Tage | 250 km        |
| 35         | 02  | 10. Januar 2014    | Mit vier Hufen an der Neiße                 | Pferdegespann                             | Pony Kassandra                         | Neuzelle – Zittau                       | 14 Tage | 250 km        |
| 36         | 03  | 17. Januar 2014    | Mit vier Hufen an der Neiße                 | Pferdegespann                             | Pony Kassandra                         | Neuzelle – Zittau                       | 14 Tage | 250 km        |
| 37         | 04  | 17. Januar 2014    | Mit vier Hufen an der Neiße                 | Pferdegespann                             | Pony Kassandra                         | Neuzelle – Zittau                       | 14 Tage | 250 km        |
| Staffel 10 |     |                    |                                             |                                           |                                        |                                         |         |               |
| 38         | 01  | 31. Oktober 2014   | Auf drei Rädern von Bayern an die Ostsee    | Tuk-Tuk                                   | –                                      | Dreiländereck – Priwall                 | 26 Tage | 1400 km       |
| 39         | 02  | 7. November 2014   | Auf drei Rädern von Bayern an die Ostsee    | Tuk-Tuk                                   | –                                      | Dreiländereck – Priwall                 | 26 Tage | 1400 km       |
| 40         | 03  | 14. November 2014  | Auf drei Rädern von Bayern an die Ostsee    | Tuk-Tuk                                   | –                                      | Dreiländereck – Priwall                 | 26 Tage | 1400 km       |
| 41         | 04  | 21. November 2014  | Auf drei Rädern von Bayern an die Ostsee    | Tuk-Tuk                                   | –                                      | Dreiländereck – Priwall                 | 26 Tage | 1400 km       |
| Staffel 11 |     |                    |                                             |                                           |                                        |                                         |         |               |
| 42         | 01  | 26. Juni 2015      | Mit Mops ans Meer                           | diverse                                   | Mops Frida                             | Berlin – Pellworm                       | 12 Tage | 800 km        |
| 43         | 02  | 3. Juli 2015       | Mit Mops ans Meer                           | diverse                                   | Mops Frida                             | Berlin – Pellworm                       | 12 Tage | 800 km        |
| 43         | 02  | 3. Juli 2015       | Mit Mops ans Meer                           | diverse                                   | Mops Frida                             | Pellworm – Sylt                         | 12 Tage | 800 km        |
| Staffel 12 |     |                    |                                             |                                           |                                        |                                         |         |               |
| 44         | 01  | 21. August 2015    | Mit dem Postrad über die Alpen              | Postfahrrad                               | –                                      | Garmisch-Partenkirchen – Riva del Garda | 14 Tage | 450 km        |
| 45         | 02  | 28. August 2015    | Mit dem Postrad über die Alpen              | Postfahrrad                               | –                                      | Garmisch-Partenkirchen – Riva del Garda | 14 Tage | 450 km        |
| Staffel 13 |     |                    |                                             |                                           |                                        |                                         |         |               |
| 46         | 01  | 4. Dezember 2015   | Mit der Droschke nach Neuschwanstein        | Droschke                                  | –                                      | Würzburg – Schloss Neuschwanstein       | –       | 450 km        |
| 47         | 02  | 11. Dezember 2015  | Mit der Droschke nach Neuschwanstein        | Droschke                                  | –                                      | Würzburg – Schloss Neuschwanstein       | –       | 450 km        |
| Staffel 14 |     |                    |                                             |                                           |                                        |                                         |         |               |
| 48         | 01  | 29. Juli 2016      | Mit Schwein am Rhein                        | Elektromobil                              | Schwein Eberhard                       | Konstanz – Straßburg                    | 12 Tage | 300 km        |
| 49         | 02  | 5. August 2016     | Mit Schwein am Rhein                        | Elektromobil                              | Schwein Eberhard                       | Konstanz – Straßburg                    | 12 Tage | 300 km        |
| Staffel 15 |     |                    |                                             |                                           |                                        |                                         |         |               |
| 50         | 01  | 14. Oktober 2016   | Auf Schwimmkufen rund um Berlin             | Fahrrad und Schwimmkufen                  | –                                      | Von Grünheide aus rund um Berlin        | 12 Tage | 300 km        |
| 51         | 02  | 21. Oktober 2016   | Auf Schwimmkufen rund um Berlin             | Fahrrad und Schwimmkufen                  | –                                      | Von Grünheide aus rund um Berlin        | 12 Tage | 300 km        |
| Staffel 16 |     |                    |                                             |                                           |                                        |                                         |         |               |
| 52         | 01  | 25. November 2016  | Mit der Seifenkiste an der Oder             | Kreidler F-Kart mit GFK-HotRod-Karosserie | –                                      | Ratzdorf (Neißemünde) – Swinemünde      | 12 Tage | 460 km        |
| 53         | 02  | 2. Dezember 2016   | Mit der Seifenkiste an der Oder             | Kreidler F-Kart mit GFK-HotRod-Karosserie | –                                      | Ratzdorf (Neißemünde) – Swinemünde      | 12 Tage | 460 km        |
| Staffel 17 |     |                    |                                             |                                           |                                        |                                         |         |               |
| 54         | 01  | 20. Januar 2017    | Mit dem Schlitten durchs Gebirge            | Schlitten, zu Fuß und Pistenbully         | –                                      | Samnaun – Langen am Arlberg             | –       | 200 km        |
| 55         | 02  | 27. Januar 2017    | Mit dem Schlitten durchs Gebirge            | Schlitten, zu Fuß und Pistenbully         | –                                      | Samnaun – Langen am Arlberg             | –       | 200 km        |

## Episodenliste

### Staffel 1: Auf der Spree nach Berlin
In der dreiteiligen Auftaktstaffel der erstmals ab dem 23. August 2010 ausgestrahlten Sendereihe startete Michael Kessler in einem Schlauchboot an der Spreequelle auf dem Kottmar im Lausitzer Bergland und bewältigte innerhalb von zwölf Tagen die 400 km lange Strecke durch Sachsen und Brandenburg nach Berlin mithilfe eines Paddels. Seine Ausrüstung beschränkte sich auf eine Angel, ein Zelt und ein Smartphone zur Kommunikation mit der Netz- und Außenwelt. Das vierköpfige Team mit Kameramann, Tonmeister, Realisator und Producer begleitete ihn in einem motorisierten Beiboot. Zur Überwindung riskanter Flussabschnitte und zum Transport des Equipments folgte zu Lande ein Kleinbus. Die Dreharbeiten fanden während hochsommerlicher Temperaturen statt. Die Nächte verbrachte Kessler in seinem Zelt auf verschiedenen Campingplätzen. Am vierten Tag taufte er das Schlauchboot auf den Namen Kenterprise. Zu einem Kentern des Boots kam es während der Reise jedoch nicht. In Berlin-Brandenburg erreichte die Pilotstaffel einen Marktanteil von durchschnittlich 8,6 %.

### Staffel 2: Mit dem Esel an die Ostsee
Mit Ausstrahlungsbeginn am 6. Juni 2011 folgte mit vier Episoden die zweite Staffel, in der Michael Kessler mit einem Esel von der Masurenallee in Berlin aus knapp 200 km durch die historische Landschaft Uckermark bis zum Seeheilbad Ahlbeck an der Ostsee wanderte. Der siebenjährige Wallach Elias entstammte einem auf Eselwanderungen spezialisierten Betrieb in Flieth-Stegelitz. In zwei Satteltaschen beförderte das Tier mehrere Reiseutensilien. Zur Bewältigung riskanter oder untauglicher Strecken wurde Kessler erneut von einem Fahrzeug samt Transportanhänger begleitet. Die Übernachtungen erfolgten in der Regel in Gast- und Bauernhöfen. Während eines Interviews auf einem Parkplatz in Altenhof wurde das Fernsehteam am fünften Tag der Reise Opfer eines Diebstahls. Aus den Satteltaschen, die dem Esel in der Pause abgenommen worden waren, hatte man unter anderem Kamerazubehör entwendet. Ein weiterer Zwischenfall ergab sich in der Nacht vom zehnten auf den elften Reisetag, als der Esel trotz Sicherung durch einen elektrischen Weidezaun aus seinem Gehege entwich. Mithilfe eines Anwohners und der Polizei gelang es jedoch, das Tier wieder in die Obhut der Verantwortlichen zurückzugeben. Michael Kessler und Elias erreichten das Ziel nach vierzehn Tagen.
Mit rund 450 000 Zuschauern und einem durchschnittlichen Marktanteil von 8,4 % konnte das Format an den Erfolg der Auftaktstaffel anknüpfen.

### Staffel 3: Mit dem Floß auf der Havel
Bereits zwei Monate später schloss sich am 19. August 2011 mit fünf Folgen die dritte Staffel an. Nachdem die Sendung zuvor um 21:00 Uhr ausgestrahlt worden war, verlegte sie der rbb auf die Hauptsendezeit um 20:15 Uhr. In seiner dritten Expedition bewegte sich Kessler auf einem mit fünf PS motorisierten Floß von 17 m² Größe entlang der Havel fort. Das Gefährt verfügte unter anderem über eine Schlafkoje und eine Bordtoilette. Aufgrund der mit den jeweils vierzehnstündigen Drehtagen verbundenen Unannehmlichkeiten verbrachte Kessler jedoch nur wenige Nächte auf dem Floß. Die 309 km lange Route erstreckte sich vom Wesenberger Hafen inmitten der Mecklenburgischen Seenplatte bis zur Mündung des Stroms in die Elbe. Mit an Deck befand sich eine 10-jährige Papageiendame namens Lori, die sowohl mit bayerischem Dialekt sprechen als auch den Klingelton eines Mobiltelefons imitieren konnte. Kessler taufte das Floß auf den Namen MF Schuhkarton. Während seiner Reise hielt er unter anderem in Himmelpfort und besuchte dort die Stube des Weihnachtspostamts. Die Staffel erzielte in Berlin einen Marktanteil von 8,8 %, in Brandenburg von 9,7 %. Der rbb kündigte daraufhin eine vierte Staffel an.

### Staffel 4: So weit die Huskys laufen
Auf der Suche nach dem kältesten Punkt Brandenburgs startete Michael Kessler im Januar 2012 in seine erste Winterexpedition, indem er sich auf einem mit Rädern ausgestatteten Hundeschlitten von vier Siberian Huskies ziehen ließ. Sein 200 km langer Weg führte ihn von Potsdam über das Nuthetal, die Parforceheide und den Großbeerener Graben in den Naturpark Dahme-Heideseen sowie vom Spreewald in die Nieder- und Oberlausitz. Die Tiere entstammten einem Betrieb in Storbeck-Frankendorf, ein Hundeausbilder begleitete die Tour auf seinem Mountainbike. Entlang der Route unterhielt sich Michael Kessler unter anderem mit einer Schwester des Klosters Alexanderdorf. Da während der Dreharbeiten zu keinem Zeitpunkt Schnee lag, ermittelte er eine Skihalle in Senftenberg als kältesten Punkt Brandenburgs. Die vierteilige Staffel wurde ab dem 17. Februar 2012 ausgestrahlt.

### Staffel 5: Mit dem Klapprad von Kopenhagen nach Berlin
Am 20. Juli 2012 begannen die Dreharbeiten zur fünften Expedition, in der Michael Kessler erstmals außerhalb Deutschlands startete. Sein Ziel war es, innerhalb von zwei Wochen den 630 Kilometer langen Radweg von Kopenhagen nach Berlin mit einem original 1970er-Jahre-Klapprad zurückzulegen. In Kopenhagen kam er unter anderem mit einem Bewohner der autonomen Kommune Freistadt Christiania ins Gespräch. In Gedser setzte er mit der Fähre nach Rostock über. Im dortigen Ostseebad Warnemünde besuchte Michael Kessler unter anderem das Robben-Forschungszentrum der Universität Rostock. Die Ausstrahlung der vier Episoden begann am 17. August 2012.

### Staffel 6: Mit dem Rasenmäher auf den Brocken
Vom 5. bis zum 18. Oktober 2012 war Michael Kessler für die Dreharbeiten zur sechsten Staffel unterwegs. Diesmal fuhr er von Berlin aus mit einem akkubetriebenen Aufsitzmäher von Husqvarna in einer Geschwindigkeit von 6 km/h bis auf den Brocken im Harz. Diesen taufte Kessler auf den Namen Gabor. Namensgeber ist ein ihm auf der Tour begegnender Rollstuhlfahrer, dessen Schicksal Michael Kessler beeindruckte. Ausstrahlungsbeginn der fünf Folgen war der 30. November 2012.

### Staffel 7: Unterwegs auf der Schiene
Am 18. März 2013 begannen die Dreharbeiten zur siebten Expedition. In dieser Staffel fuhr Kessler ohne ein bestimmtes Ziel mit der Bahn quer durch Deutschland bzw. Mitteleuropa. Unterwegs traf er zufällig Rainer Wendt in einem Regionalzug. Ausstrahlungsbeginn der vier Folgen war der 24. Mai 2013.

### Staffel 8: Mit dem Roller an der Donau
Im Juni 2013 wurde die achte Staffel abgedreht, die am 16. und am 23. August 2013 in zwei Doppelfolgen gesendet wurden. Diesmal fuhr er mit dem Roller entlang der Donau von Wien nach Möhringen. Er verwendete jedoch teilweise auch andere Verkehrsmittel wie Busse und Schiffe sowie zeitweise einen Segway oder ein Elektromobil.

### Staffel 9: Mit vier Hufen an der Neiße
Seit dem 2. November 2013 war Michael Kessler das neunte Mal auf Expedition. Sein Weg führte ihn entlang der Neiße von Neuzelle in Brandenburg nach Zittau in Sachsen. Diesmal war er mit einem Pony als Begleittier unterwegs und fuhr auf einem vom Pony gezogenen Gespann. Unterwegs besuchte er den Tagebau Jänschwalde und in Forst das Artistenehepaar Editha und Manfred Mudlack, besser bekannt unter ihrem Künstlernamen „Die Cortinas“. In Schloss Muskau und Kloster St. Marienthal erhielt er Führungen. Ausgestrahlt wurden die Doppelfolgen am 10. und 17. Januar 2014.

### Staffel 10: Auf drei Rädern von Bayern an die Ostsee
Am 3. Oktober 2014, dem Tag der Deutschen Einheit sowie am Folgetag wurde im Ersten die zehnte Staffel, in gekürzter Fassung gezeigt (zwei Folgen mit je 90 Minuten). Diesmal ging es entlang der ehemaligen Innerdeutschen Grenze, am Grünen Band, vom Dreiländereck bei Regnitzlosau in Bayern, Tiefenbrunn in Sachsen und Hranice u Aše in Tschechien auf einem Tuk Tuk zum Priwall an der Ostsee. Die ausführliche Expedition zeigte der rbb zwischen dem 31. Oktober und 21. November 2014 in vier Folgen zu je 90 Minuten. Stationen der Expedition waren unter anderem das Wasserschloss Mitwitz, der Bayernturm, das Wasserschloss Irmelshausen, das Nationaldenkmal Skulpturenpark Deutsche Einheit, Point Alpha, das paläon, der Grenzübergang Helmstedt/Marienborn, der Arendsee, der Schaalsee und das Holstentor.

### Staffel 11: Mit Mops ans Meer
Die elfte Expedition fand im April und Mai 2015 statt und umfasste 12 Drehtage. Michael Kessler reiste dabei mit diversen Fortbewegungsmitteln von Berlin über Hamburg, Helgoland, Sankt Peter-Ording, Husum, mehrere nordfriesische Inseln und Halligen nach Sylt, zum nördlichsten Punkt Deutschlands. Die Ausstrahlung fand am 26. Juni und 3. Juli 2015 statt.
Rahmenhandlung: Herr Kessler soll den Mops der Intendantin im Urlaub an der Nordsee betreuen. Wie sonst auch dient das Tier der leichteren Kontaktaufnahme mit Passanten.

### Staffel 12: Mit dem Postrad über die Alpen
Die Dreharbeiten für die zwölfte Expedition begannen am 30. Juni 2015 und dauerten 14 Tage. Die Reise führt Michael Kessler mit einem Postfahrrad des Botendienst vom rbb von Garmisch-Partenkirchen über Ehrwald, den Fernpass, Imst, Pillerhöhe, den Reschenpass mit Reschensee, Meran, Bozen und Trient bis nach Riva del Garda. Zwischendurch machte er Abstecher hinauf zur Gogles Alm (2017 m) bei Fließ und zum Stilfser Joch (2757 m), wo er auch den ehemaligen italienischen Skirennläufer Gustav Thöni in seinem Hotel besuchte. Die Ausstrahlung in zwei Episoden erfolgte am 21. und 28. August 2015.
Auf dem Abstecher zum Stilfers Joch überwindet er mit dem schweren Postrad an einem Tag 1700 Höhenmeter.

### Staffel 13: Mit der Droschke nach Neuschwanstein
Die dreizehnte Reise führte Michael Kessler mit einer elektrisch angetriebenen Droschke von Würzburg über Tauberbischofsheim, Lauda-Königshofen, Weikersheim, Tauberrettersheim, Rothenburg, Dinkelsbühl, Nördlingen, Donauwörth und Augsburg bis zum Schloss Neuschwanstein. Die Ausstrahlung in zwei (Doppel-)Folgen fand am 4. bzw. 11. Dezember 2015 statt.

### Staffel 14: Mit Schwein am Rhein
In der vierzehnten Ausgabe ist Michael Kessler mit einem Elektromobil am Rhein von Konstanz nach Straßburg unterwegs auf der Suche nach dem Glück. Mit auf Expedition ist wieder Kameramann Sören sowie das Schwein Eberhard von Schwarte, das in einem Anhänger mitfährt. Die Reise geht über 12 Drehtage und 300 Kilometer entlang des Flusses im Grenzgebiet von Deutschland, der Schweiz und Frankreich. Die Route führt Kessler von Konstanz über Schaffhausen zum Rheinfall nach Kaiserstuhl, Bad Zurzach, Waldshut, Bad Säckingen und Rheinfelden. Weiter mit dem Schiff in die Altstadt von Basel, danach in das südliche Elsass und das Markgräflerland nach Müllheim. Von Breisach geht es in den Europa-Park nach Rust. Nach der Gemeinde Erstein ist das Ziel Straßburg in Sicht. Die Expedition in zwei 90-minütigen Episoden sollte  am 22. und 29. Juli 2016 im rbb ausgestrahlt werden. Wegen des Anschlags in München 2016 änderte der rbb sein Programm und die Ausstrahlung wurde um eine Woche auf den 29. Juli und 5. August 2016 verschoben.

### Staffel 15: Auf Schwimmkufen rund um Berlin
Für die fünfzehnte Expedition hat sich Michael Kessler mit Fahrrad und Schwimmkufen vom Werlsee in Grünheide aus zu einer Reise rund um Berlin aufgemacht. Der Drehstart war am 2. Juli 2016. Vom Werlsee aus führt ihn die Route über Fürstenwalde, Bad Saarow und über den Scharmützelsee nach Wendisch Rietz. Danach strampelt Kessler über den Neuendorfer See bis nach Märkisch Buchholz, der kleinsten Stadt Brandenburgs. Anschließend geht es über Teupitz, dem Mellensee und Trebbin nach Blankensee. Nach der Durchquerung des Schwielowsees erreicht er die Landeshauptstadt Potsdam. Im Norden Berlins wird Kessler Birkenwerder, Wandlitz, den Lietzensee, Biesenthal und Strausberg kennenlernen. Nach zwölf Drehtagen ist er dort angekommen, wo alles begann – auf dem Werlsee bei Grünheide. Der rbb plant die Ausstrahlung am 14. und 21. Oktober 2016 um 20:15 Uhr in zwei 90-minütigen Episoden.

### Staffel 16: Mit der Seifenkiste an der Oder
Diese Expedition folgt der Oder in nördlicher Richtung bis Swinemünde auf Usedom. Verkehrsmittel ist ein Kreidler F-Kart mit angepasster GFK-Karosserie in Hot-Rod-Optik. Die Ausstrahlung in zwei (Doppel-)Folgen fand am 25. November bzw. 2. Dezember 2016 statt.

### Staffel 17: Mit dem Schlitten durchs Gebirge
Im Februar 2016 fanden Dreharbeiten für eine Staffel mit dem Namen „Mit dem Schlitten durchs Gebirge“ in den Hochalpen statt. Die Ausstrahlung fand am 20. und 27. Januar 2017 statt.

### Sonderausgaben
- Am 3. Oktober 2012 sendete der rbb die rund eineinhalbstündige Sonderfolge Kesslers Expeditionen Spezial, in der unter anderem Auszüge aus den vergangenen Staffeln in einer Zusammenfassung gezeigt wurden. Auf der Suche nach Gästen für seine vermeintliche Samstagabendshow begab sich Michael Kessler zudem in einem roten Opel Manta mit Fuchsschwanz an der Antenne zu den Betrieben, aus denen die jeweiligen Begleittiere stammten.

- Am 1. Mai 2013 sendete der rbb die Sonderausgabe Mit dem Klemmbrett durch den Sender.[19] In diesem Spezial besuchte Kessler, anlässlich des 10-jährigen Jubiläums des rbb, sämtliche Standorte des Senders.

## Hintergrund
Wie bereits im Rahmen der Dreharbeiten zur Berliner Nacht-Taxe legte Michael Kessler im Vorfeld der Expeditionsreihe Wert darauf, in seiner Sendung ausschließlich Realität zu zeigen und nicht mit inszenierten Ereignissen, Emotionen oder vorab informierten Laiendarstellern zu arbeiten. Dies vor dem Hintergrund seiner Kritik an Pseudo-Dokumentationen, die in Form von Scripted Reality Authentizität lediglich vortäuschen. Kessler äußerte in diesem Zusammenhang, das Fernsehen präsentiere überwiegend Fälschungen, er selbst sehne sich jedoch nach „Echtheit und Ehrlichkeit.“
Michael Kessler hatte die östlich gelegenen Regionen Deutschlands vor Beginn seiner Expeditionsreihe noch nie besucht, die Gegenden waren ihm entsprechend unbekannt. Bereits nach Abschluss der ersten Dreharbeiten kritisierte der Schauspieler das in den alten Bundesländern unverändert herrschende Vorurteil des „hässlichen, arbeitslosen, rechtsradikalen Ostdeutschen“ als „Unverschämtheit“ gegenüber den Menschen, die dort lebten. Während seiner Reisen seien die Menschen zugänglich und kommunikativ gewesen, zudem habe ihn die Landschaft nachhaltig beeindruckt.
In Anlehnung an die fiktive Rahmenhandlung lief am 30. August 2019 die Sendung "Showtime, Herr Kessler" im rbb. Dort moderierte Kessler eine abendfüllende Show, in der die Stadt Berlin als Bühne diente.

## Rezeption
„Kesslers Expedition ist eine feine Mischung aus Kerkelings Ich bin dann mal weg und dem bayerischen Erfolgsformat Gernstl unterwegs. Wie schön, wenn mal nichts Großes passiert, sondern Kleines geschieht. So ganz im Vorübergehen.“

„Mit ihrer Entdeckung der Langsamkeit entfaltet die beschauliche Serie selbst eine therapeutische Wirkung.“

## Verfügbarkeit
Am 2. Dezember 2011 erschien Kesslers Expedition mit den ersten drei Staffeln als DVD-Box. Die Staffeln 4 und 5 wurden am 7. Dezember 2012 als Einzel-DVDs veröffentlicht. Am 15. März 2013 erschienen die Staffeln 4 bis 6 als weitere DVD-Box. Im April 2013 wurde auch die 6. Staffel als Einzel-DVD veröffentlicht. Darüber hinaus sind mehrere Folgen in der Online-Mediathek des rbb kostenlos abrufbar. Seit August 2020 sind mehrere Staffeln zudem beim Streaminganbieter Netflix abrufbar.